# Instituto Meteorológico e Hidrológico de Suecia
El Instituto Meteorológico e Hidrológico de Suecia (en sueco: Sveriges meteorologiska och hydrologiska institut, abreviado SMHI) es una agencia del Gobierno de Suecia dependiente del Ministerio de Medio Ambiente. El SMHI se centra en las áreas de meteorología, hidrología y oceanografía, y tiene una amplia gama de competencias dentro de estas áreas.

## Historia
El 1 de enero de 1873, se fundó el Statens Meteorologiska Centralanstalt, una agencia autónoma de la Real Academia sueca de las Ciencias, pero las primeras observaciones meteorológicas comenzaron el 1 de julio de 1874. No fue hasta 1880 cuando se publicaron los primeros pronósticos. El último parte meteorológico fue transmitido por la radio desde Estocolmo el 19 de febrero de 1924.
En 1908, se había creado la Oficina Hidrográfica (Hydrografiska byrån, HB). Su tarea era trazar el mapa científico del agua dulce en Suecia y colaborar con el servicio de meteorología en la toma de decisiones sobre las observaciones meteorológicas, tales como la precipitación y la cubierta de nieve. En 1919, los dos servicios se fusionaron y se convirtieron en el Statens meteorologisk-hydrografiska anstalt (SMHA).
En 1945, el servicio fue rebautizado con el nombre actual de Sveriges meteorologiska och hydrologiska institut. Hasta 1975, su sede estaba en la capital sueca, en Estocolmo; sin embargo, por acuerdo del Riksdag en 1971 se trasladó a su ciudad natal en 1975.

## Personal y organización
El SMHI tiene oficinas en Gotemburgo, Malmö, Sundsvall y Upplands Väsby, en la parte superior de su sede. Para el público sueco el SMHI es conocido sobre todo por las previsiones meteorológicas como servicio público en la Sveriges Radio y la televisión. Muchas de las otras grandes empresas de medios de comunicación en Suecia también comprar previsiones de SMHI.
SMHI tiene alrededor de 650 empleados. El personal de la investigación incluye unos 100 científicos de la Unidad de Investigación, donde el Centro Rossby es parte. La división de investigación se divide en seis unidades:
- Predicción meteorológica y análisis
- Calidad del aire
- Oceanografía
- Hidrología
- Centro Rossby (Centro de modelos climáticos)
- Teledetección atmosférica

El Centro Rossby de modelos climáticos fue creado en 1997 como parte del SMHI.
La investigación ambiental abarca la totalidad de las seis unidades de investigación. También hay un proyecto para la prestación de contribuciones al HIRLAM (High Resolution Limited Area Model, modelos de área límite de alta resolución).
El objetivo principal de la división de investigación es el apoyo del Instituto y de la sociedad con la investigación y el desarrollo. Los científicos que participan en muchos proyectos nacionales e internacionales.

## Calidad del aire
La calidad del aire de la unidad de investigación de SMHI tiene 10 científicos, de los cuales todos tienen experiencia en la calidad del aire, la contaminación atmosférica, el transporte y la contaminación atmosférica de modelización de dispersión.
Algunos de la contaminación atmosférica de la dispersión de los modelos desarrollados por la calidad del aire de la unidad de investigación son:
- Modelo DISPERSION21 (también llamado DISPERSIÓN 2.1)
- Modelo MATCH[5]